# Parc des 300 ans de Saint-Pétersbourg
Le parc des 300 ans de Saint-Pétersbourg (appelé jusqu'au 25 décembre 2015 parc du 300e anniversaire de Saint-Pétersbourg) est un parc situé au nord-ouest de Saint-Pétersbourg au nord de la baie de la Neva dans le district de Primorsky.  Au nord, le parc est délimité par l'avenue Primorsky et l'autoroute Primorskoye, et à l'est par la rue Yakhtennaya. Sa superficie totale est de 54 hectares.
Le parc - le plus récent de Saint-Pétersbourg - a été fondé en 1995 pour perpétuer la date anniversaire en 2003 des 300 ans de la fondation de la ville. La superficie du parc était initialement de 89 hectares. 

## Description
Dès 2003, le territoire du parc a été aménagé, la protection des berges et le remblayage des sols ont été réalisés. De plus, des travaux ont été réalisés pour créer un réseau d'égouts, des pelouses ont été aménagées et une clôture installée. Cependant, après avoir célébré l'anniversaire de Saint-Pétersbourg en 2003, des parties importantes du parc lui ont été confisquées et transférées pour la construction de biens immobiliers commerciaux. Des 89 hectares d'origine, la superficie du parc a été réduite à 54 hectares.
En 2002, les parties orientales du parc ont été consacrées à la construction et à leur place ont été érigés un appart'hôtel et un complexe commercial et de divertissement. En 2009, le Conseil municipal a approuvé l'aménagement de la partie ouest du parc dans l'intérêt de l'« Académie des arts martiaux » et du « Centre de tourisme nautique ». L'attribution d'un terrain pour l'Académie était liée au nom de Sergei Matvienko, le fils du gouverneur de l'époque Valentina Matvienko. La M-1 Arena a été construite sur ce site en février 2018. Sur le site du projet de Centre de Tourisme de l'Eau, cinq bâtiments d'une résidence de tourisme sont apparus, appartenant au milliardaire Evgueni Prigojine,,,. En 2018, 15 autres hectares ont été retirés du parc - principalement le secteur des plages.
La partie centrale du parc est un bassin et des fontaines, ainsi qu'une colonne de granit de 22 mètres de haut stylisée en phare. L'allée centrale pavée de dalles conduit à cette composition. 300 espèces d'arbres ont été plantées dans le parc (don d'organismes publics et d'établissements d'enseignement) ; 300 pommiers décoratifs (de Helsinki) ; 300 arbres et arbustes (des représentants des villes jumelles de Saint-Pétersbourg, des chefs des entités constitutives de la fédération de Russie, des invités d'honneur, des constructeurs du parc) ; 70 tilleuls (d'une caisse d'épargne allemande).
À l'occasion du 300e anniversaire de la fondation de Saint-Pétersbourg en 2003, un rocher avec une perle de fer à l'intérieur a été érigé à l'extrémité est du parc. Le massif granitique a été apporté de Finlande et se compose de deux moitiés. Dans l'un d'eux, une sphère en métal, polie à haute brillance, est solidement montée, et sur l'autre moitié, une encoche lisse est faite en accord exact avec les dimensions de la moitié de la sphère. Le monument s'appelle la Pierre de l'amitié et symbolise l'amitié de deux villes - Saint-Pétersbourg et Helsinki.
En mars 2012, un monument à Francisco de Miranda a été construit.
Fin mai 2017, dans la partie Est du parc près de la digue, face à la Pierre de l'Amitié, 5 statues de pierre "Dolharban", hautes d'un mètre et demi, taillées dans la lave volcanique, ont été installées - cadeau de la république de Corée. Le dolharban de l'île coréenne de Jeju est un symbole de bonheur et de paix.
En 2018, le pont piétonnier des yachts a été ouvert du parc nommé d'après le 300e anniversaire de Saint-Pétersbourg à l'île Krestovski. Il mène directement au stade Gazprom Arena, au parc maritime de la Victoire, au parc d'attractions Divo-Ostrov et à toutes les attractions et infrastructures de l'île Krestovski.
L'année du 25e anniversaire de l'Assemblée législative de Saint-Pétersbourg, le 17 mai 2019, une allée du parlementarisme a été aménagée dans le parc - un cadeau de l'Assemblée législative de Saint-Pétersbourg.
L'administration de Saint-Pétersbourg, dans le cadre d'une amélioration à grande échelle du territoire du district de Primorsky, prévoit de construire un pont piétonnier qui reliera le territoire du parc et le complexe public et commercial du Lakhta Center.

## Galerie

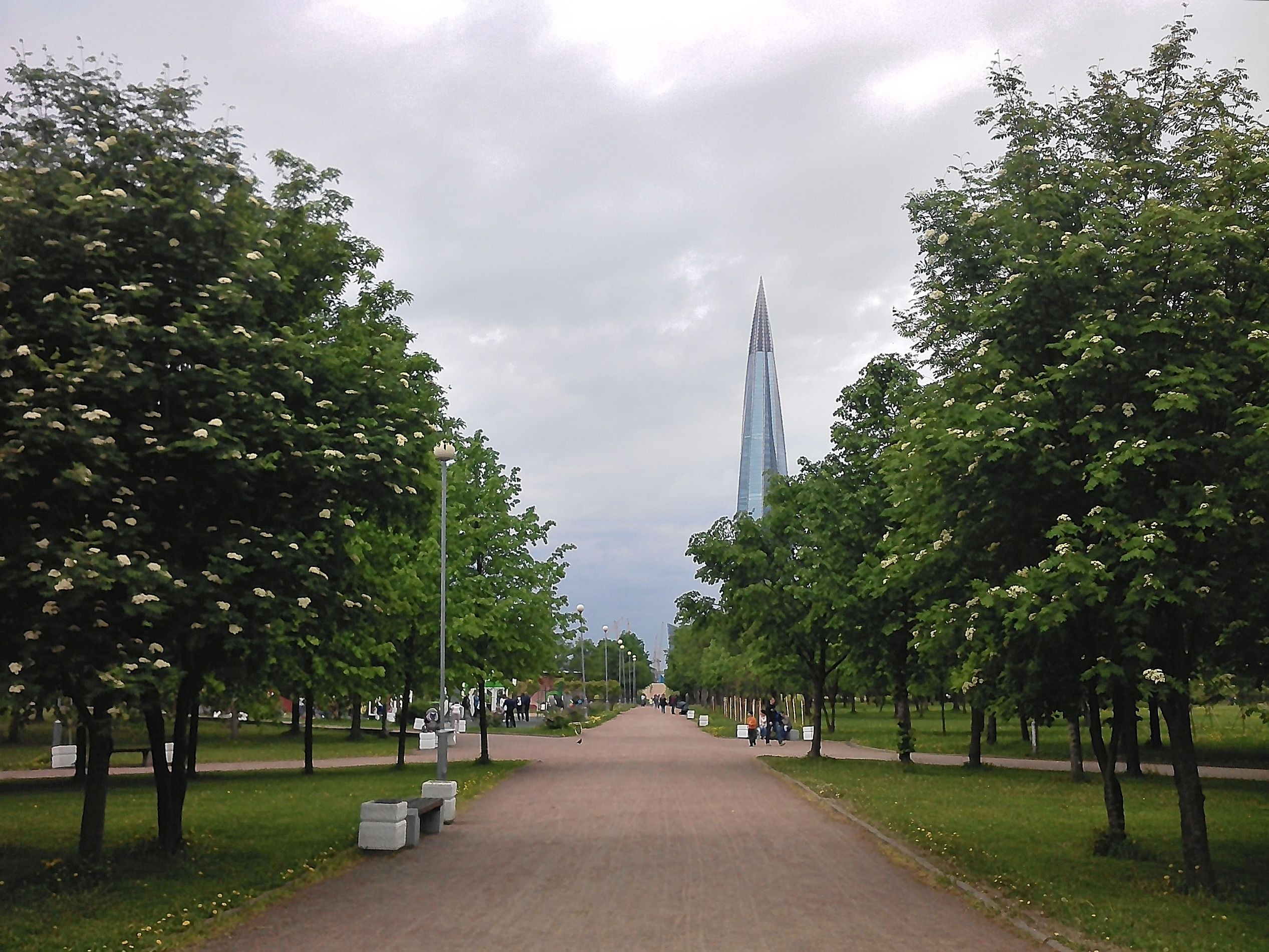
Une des allées centrales du parc
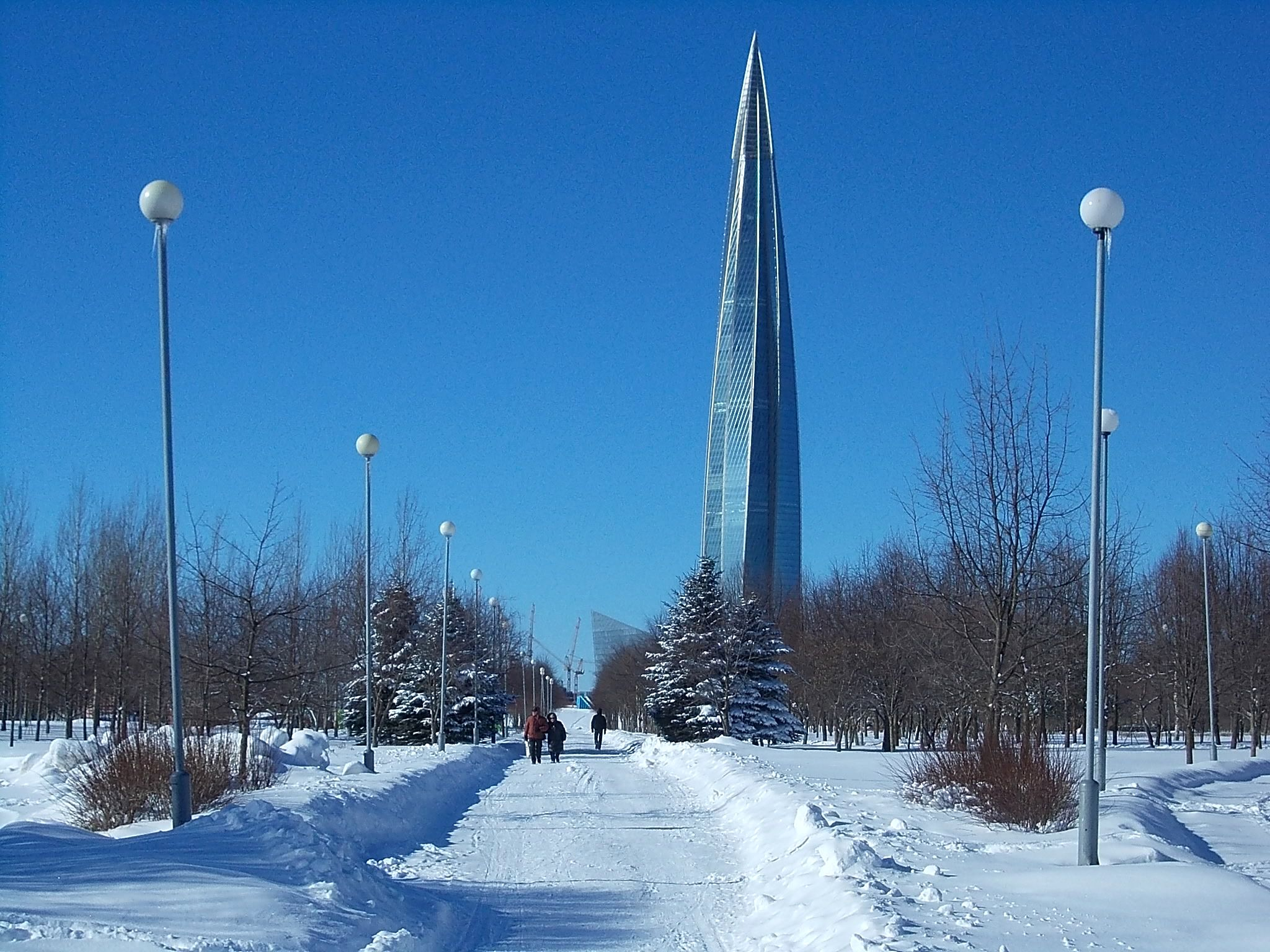
Dans le parc en hiver
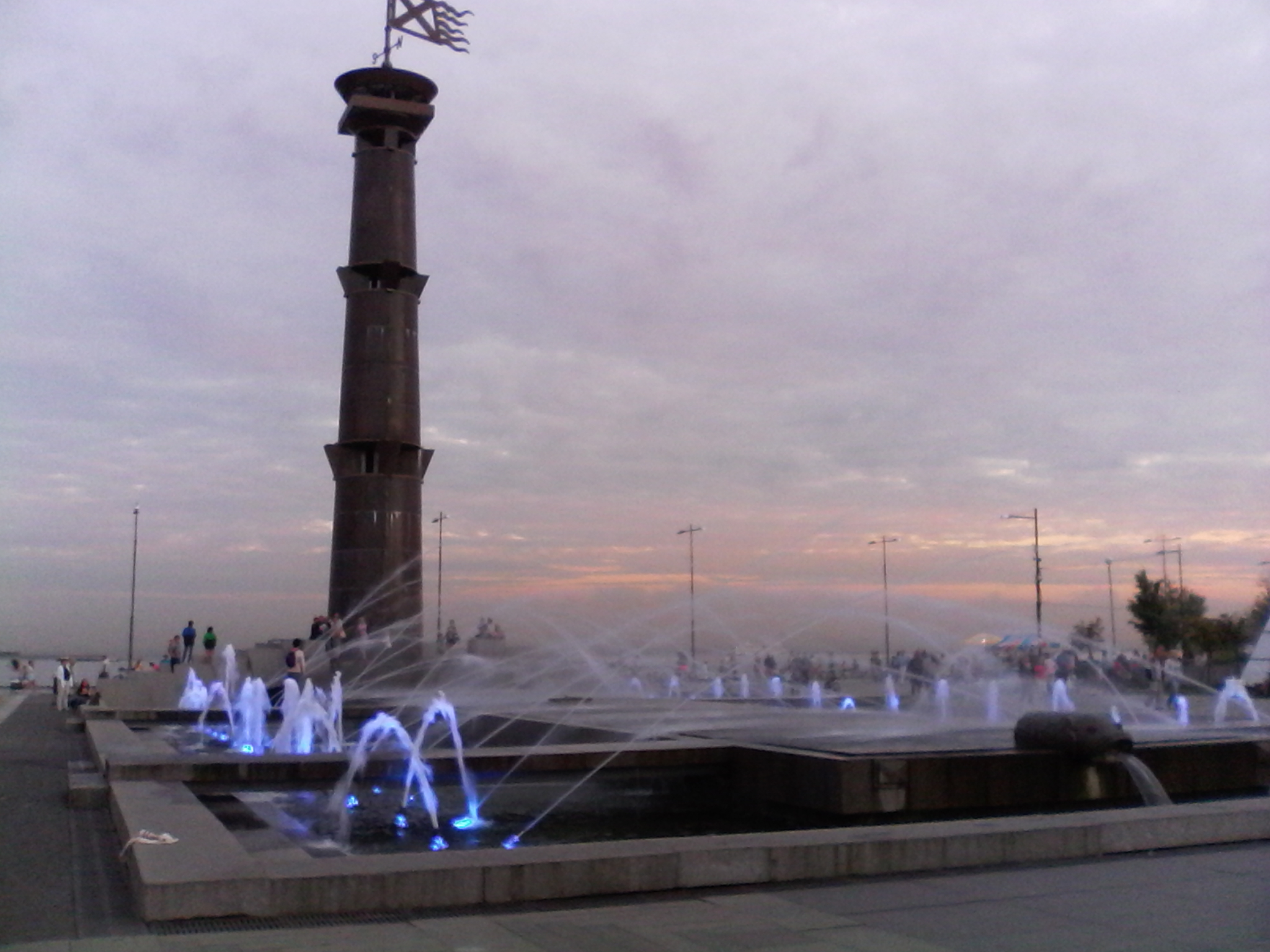
Fontaine dans l'allée centrale du parc
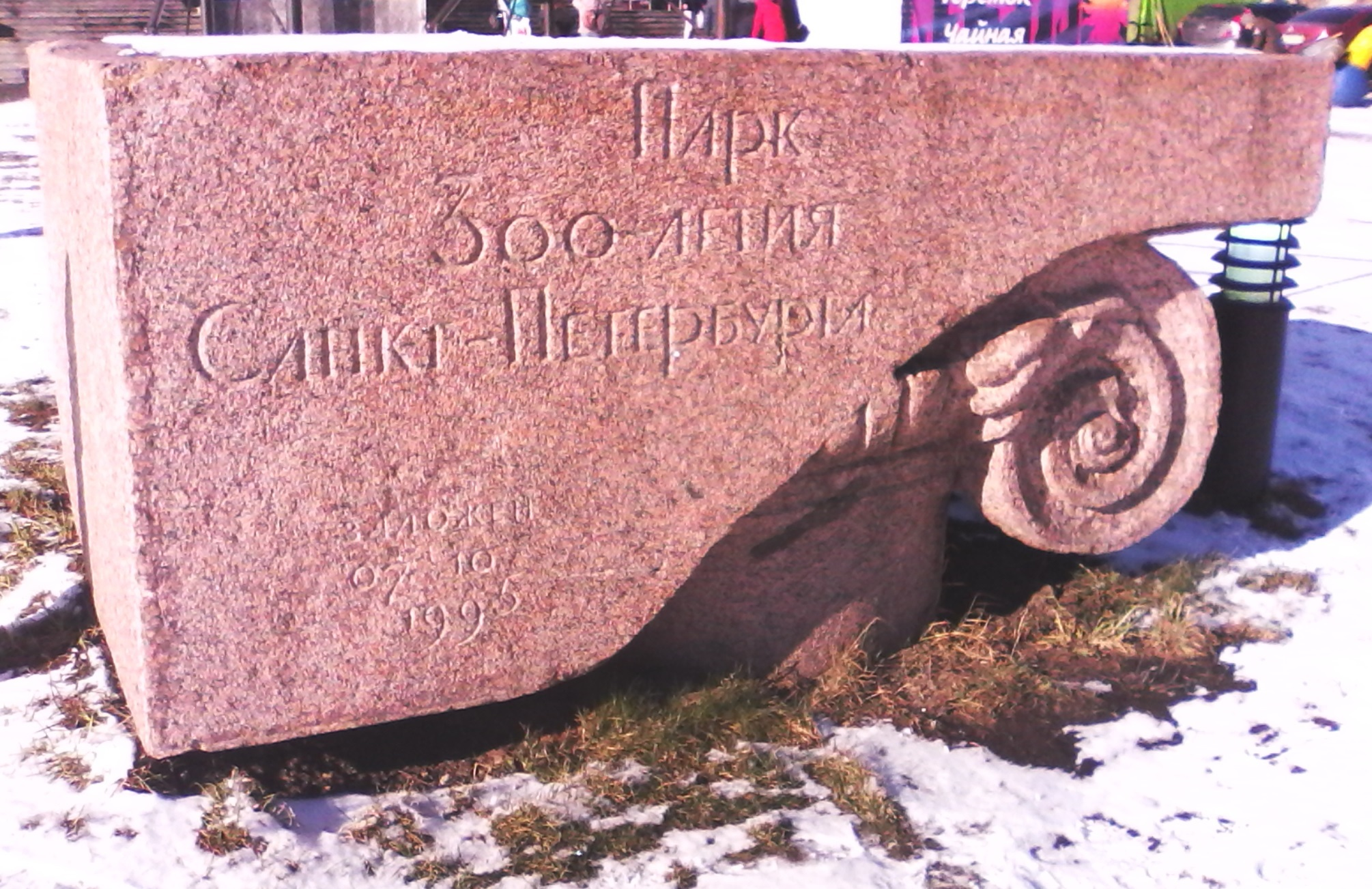
La première pierre du parc
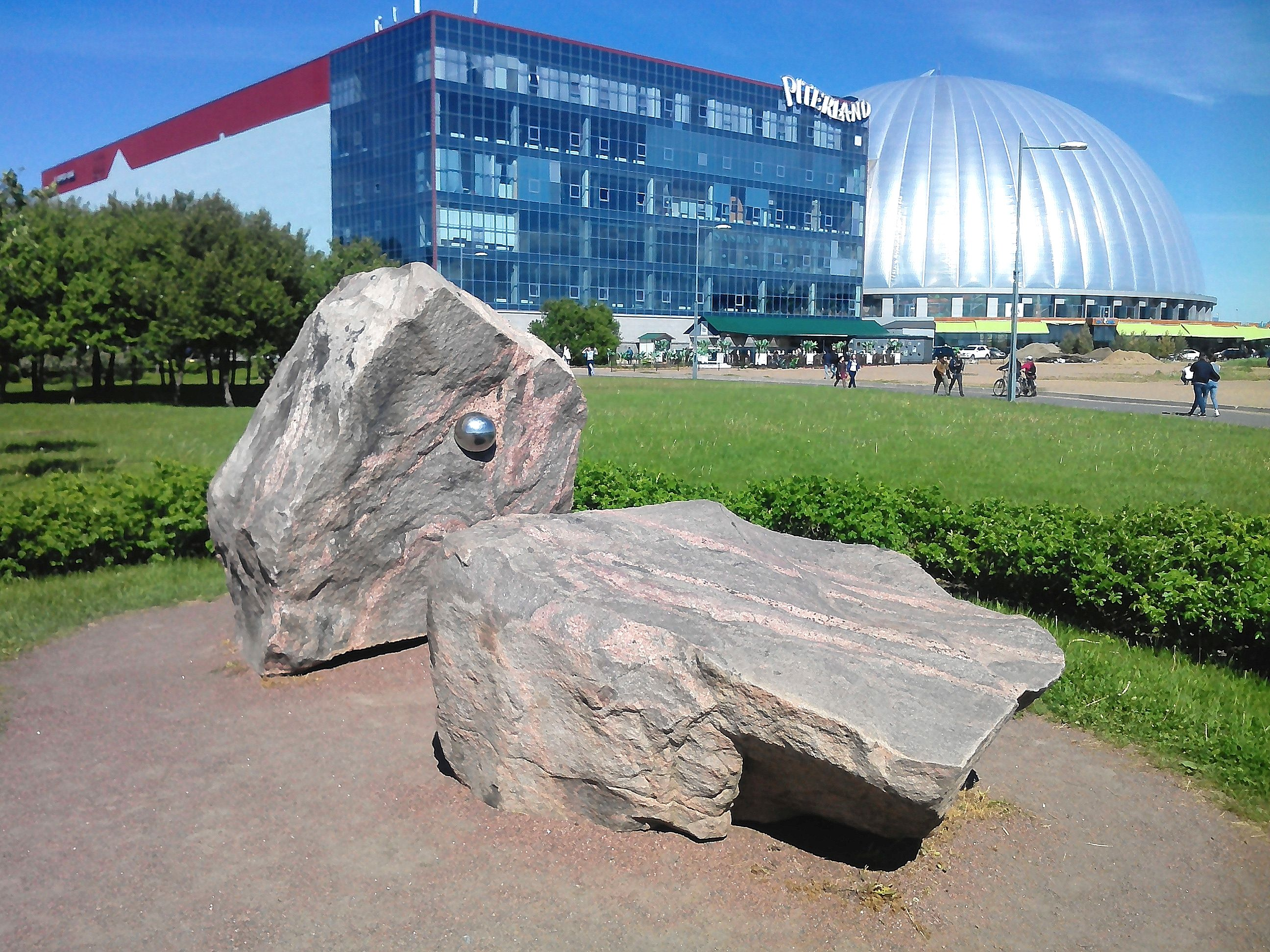
Pierre d'amitié
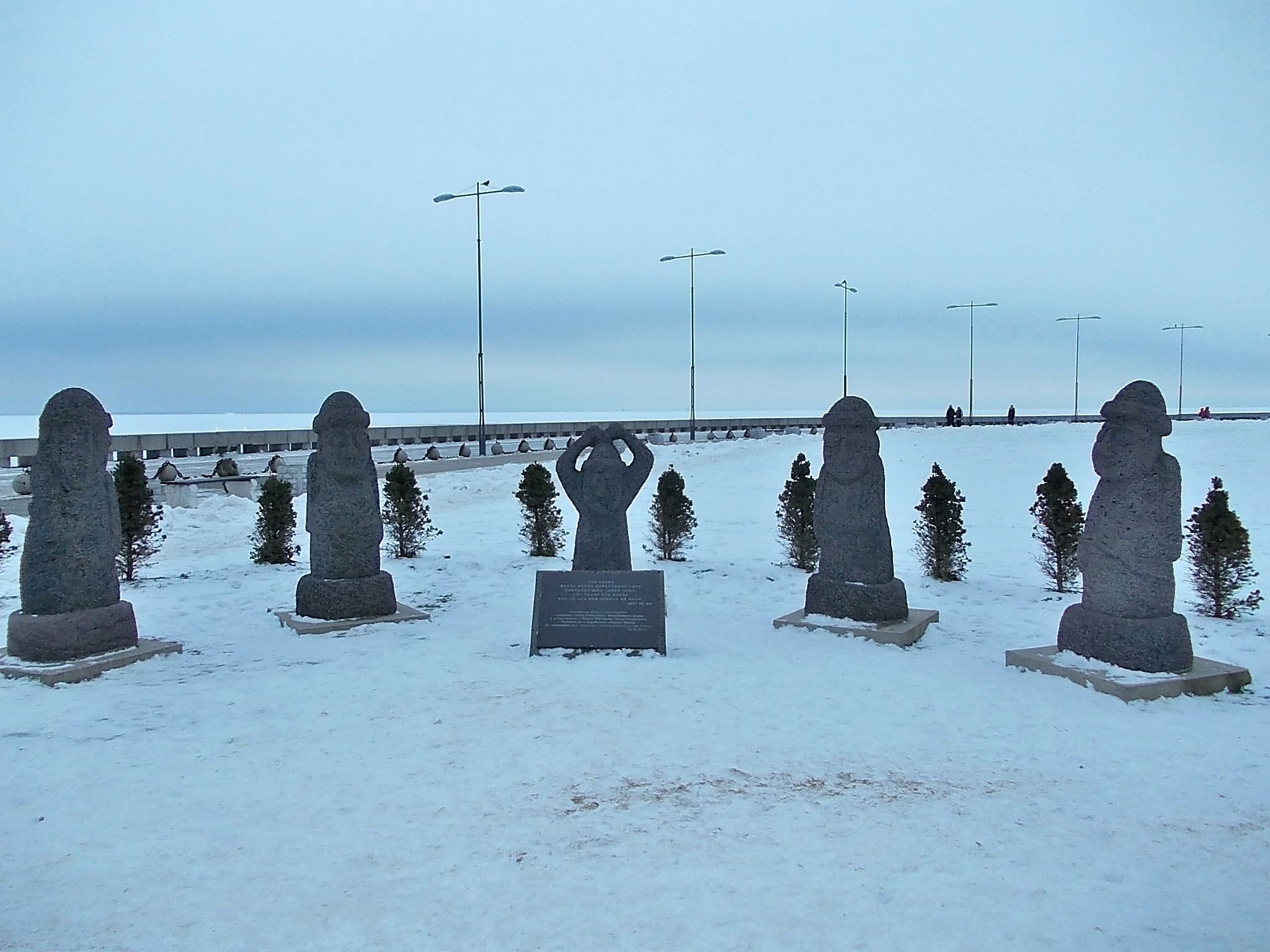
statues du dolharban